# Васильев, Виктор Андреевич
Виктор Андреевич Васильев (род. 19 января 1975, Ленинград, СССР) — российский актёр, телеведущий, шоумен; в прошлом капитан команды КВН «Сборная Санкт-Петербурга».

## Биография

### Ранние годы
Виктор Васильев окончил Санкт-Петербургскую инженерно-экономическую академию в 1997 году. Его дебютное выступление на сцене состоялось в рамках выступления студенческой сборной КВН. Учился в аспирантуре при Санкт-Петербургском университете экономики и финансов.

### Карьера
В 1998 году Васильев возглавил команду КВН «Сборная Санкт-Петербурга» и выступал в её составе вплоть до последнего сезона команды в высшей лиге КВН в 2005 году.
В 2007 году впервые появился на сцене юмористического шоу «Comedy Club» на ТНТ. В «Comedy Club» выступал в паре со своим коллегой Дмитрием Хрусталёвым.
В 2005 году принимал участие в комедийно-лирической постановке по пьесе Эмиля Брагинского «Любовь втроём» на сцене мюзик-холла в Санкт-Петербурге. Вместе с ним выступали Дмитрий Хрусталёв и Полина Сибагатуллина, которые позже работали над телевизионным проектом «Comedy Woman».
В сентябре 2010 года Виктор Васильев стал одним из ведущих юмористической программы «Yesterday Live».
В 2011 году появился в картине «Служебный роман. Наше время». Позже принял участие в съемках комедий «Беременный», «8 первых свиданий» и «С новым годом, мамы!».
С октября 2014 по январь 2015 совместно с Дмитрием Хрусталёвым вёл пародийное шоу «Театр эстрады» на Первом канале.
С 18 января по 12 февраля 2016 года являлся ведущим телеигры «Человек против мозга» на телеканале «Че».
В ноябре 2017 стал ведущим «звёздного» выпуска популярного тревел-шоу «Орёл и решка» вместе с Жанной Бадоевой.

### Личная жизнь
12 октября 2012 года Васильев женился на актрисе театра и кино Анне Снаткиной (род. 1983). 18 апреля 2013 года родилась дочь Вероника.

## Работы

### Фильмография
- 2011 — Беременный — Славик
- 2011 — Служебный роман. Наше время — Марк
- 2011 — 8 первых свиданий — Лёша, друг Никиты
- 2012 — С новым годом, мамы! — Иван, сын Светланы Петровны
- 2013 — Гарегин Нжде (Армения) — майор НКВД Андреев
- 2015 — Ёлки лохматые — администратор отеля для собак
- 2015 — 8 новых свиданий — Лёша, друг Никиты
- 2016 — Любовь без правил — Сергей Николаевич, мэр города Зареченска
- 2018 — Игра — Юрий
- 2019 — Замок на песке — Глеб Мальцев, фотограф
- 2022 — Другое имя — Евгений
- 2023 — Сансара — начальник кредитного отдела банка
- 2024 — Предпоследняя инстанция 3 сезон, 2 серия — Петр

### Телевидение
- С 2007 по 2014 — участник «Comedy Club».
- С 2010 по 2013 — ведущий новостей телепроекта «Yesterday Live».
- С 9 июня по 4 августа 2013 — ведущий спортивного шоу Первого канала «Вышка» (совместно с Екатериной Шпицей).
- С 14 сентября 2013 по 2016 — ведущий народного юмористического шоу «Рассмеши комика» производства «Студия Квартал-95» для телеканала «1+1» (Украина).
- С 6 сентября по 28 декабря 2013 — постоянный участник шоу «Успеть до полуночи».
- С 17 октября 2013 — соведущий рубрики «Культурные приключения Мити и Вити» в программе «Вечерний Ургант».
- С 17 по 31 мая 2014 — ведущий юмористического шоу «Чувство юмора».
- С 12 октября 2014 года — ведущий шоу «Театр эстрады».
- 2015 — реклама автомобиля «Hyundai Solaris».
- С 18 января по 12 февраля 2016 года — ведущий телеигры «Человек против мозга».
- 2017 — ведущий тревел-шоу «Орёл и решка».
- 2020 — ведущий «Рисуем сказки» на ТВ-3.